# Geckomima gecko
Geckomima gecko är en insektsart som först beskrevs av Sjöstedt 1920.  Geckomima gecko ingår i släktet Geckomima och familjen Morabidae. Inga underarter finns listade i Catalogue of Life.